# Арбаколь
Арбаколь — бывшее село в Кизлярском районе Дагестана. На момент упразднения входили в состав Александрийского сельсовета. В 1950-е годы население переселено в село Нововладимирское, а земли бывшего села переданы под зимние пастбища колхоза «Правда» села Бацада Гунибского района.

## Географическое положение
Располагалось на правом берегу реки Старый Терек (рукав реки Терек), в 6,5 км к востоку-юго-востоку от станицы Александрийской. На современных картах на месте бывшего села значиться МТФ колхоза Правда.

## История
По всей видимости село возникло в начале 1920-х годов, в период перехода ногайцев к оседлому образу жизни. По данным на 1929 году аул Арбаколь состоял из 13 хозяйств и входил в состав Александрийского сельсовета Кизлярского района. В годы коллективизации в ауле организован колхоз «Ярлы Сабанчи». В 1950-е годы все население села было переселено в село Нововладимирское, а земли бывшего села переданы под зимние пастбища колхоза «Правда» села Бацада Гунибского района. В настоящее время на месте бывшего села находится кутан Арбаколь СХПК «АФ Бацада».

## Население
По данным переписи 1926 году в ауле проживало 72 человек (40 мужчин и 32 женщины), в том числе ногайцы составляли 100 % населения.